# 超軽量ジェット機

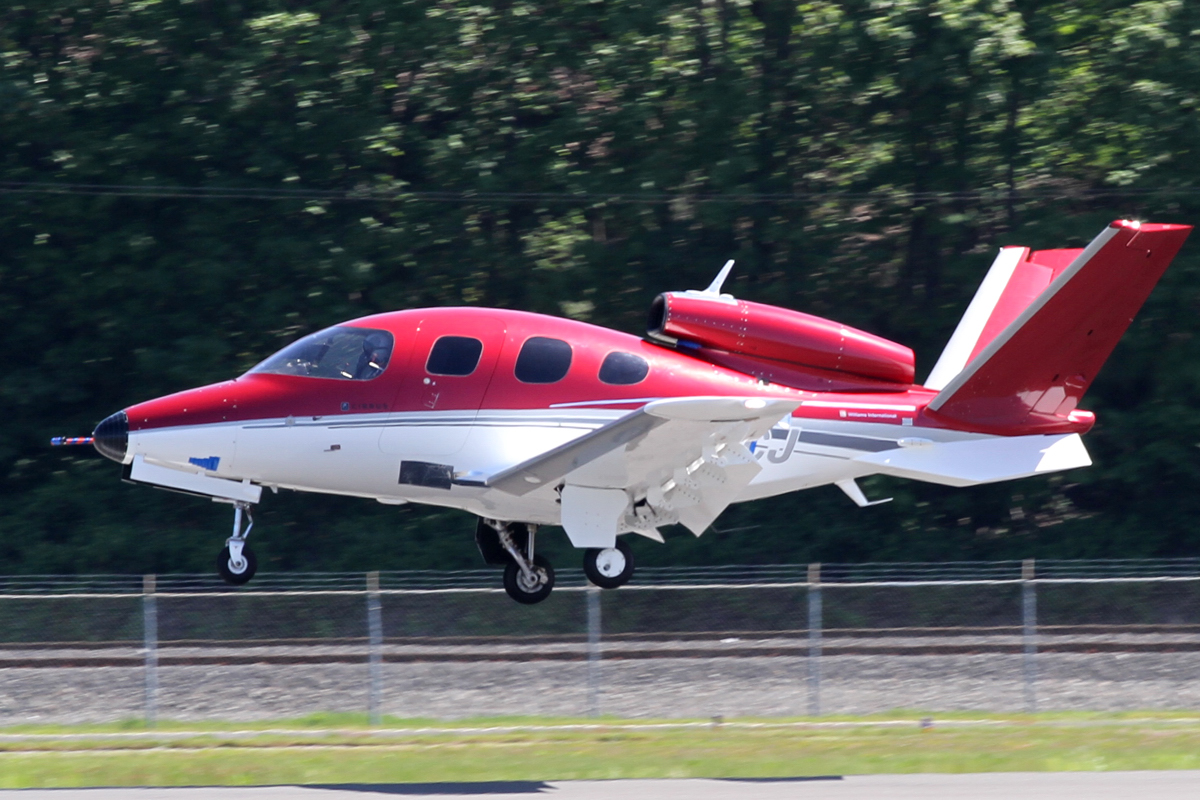
シーラス Vision SF50

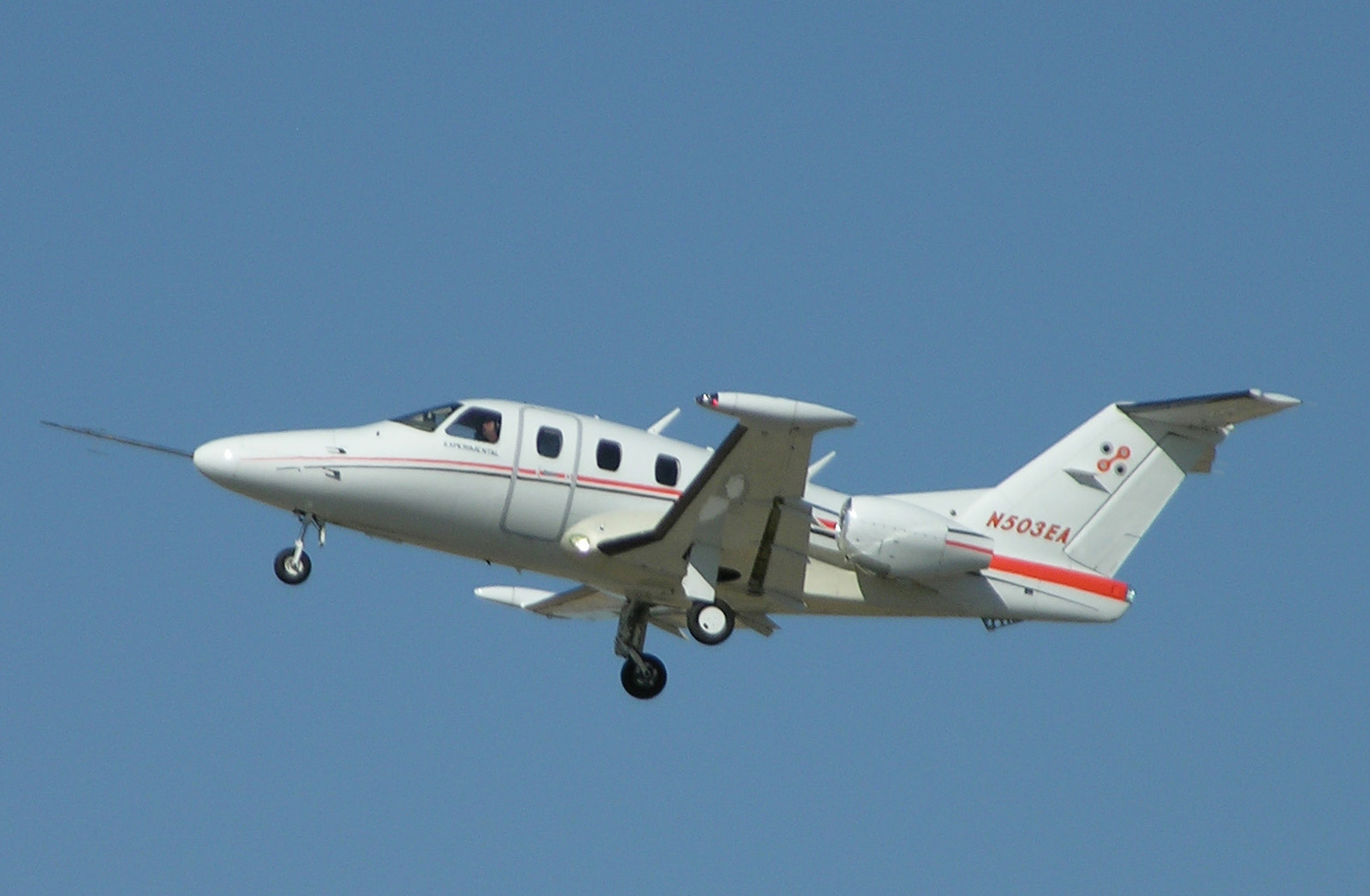
エクリプス 500

超軽量ジェット機（ちょうけいりょうジェットき、英語：very light jet、略称：VLJもしくはmicrojet）は小型のジェット機。シングル・パイロット運行が可能で乗客が4-8人である。機体の大きさについて明確に定義されていないが、概ね最大離陸重量は10,000ポンド (4,540 kg)未満の機体とされている。従来のエントリー・クラスのビジネスジェットよりも小型軽量で運行経費も小さく、小型のビジネス機やエアタクシーなど法人向けの他、個人向けのプライベート機などに利用される。

## 開発

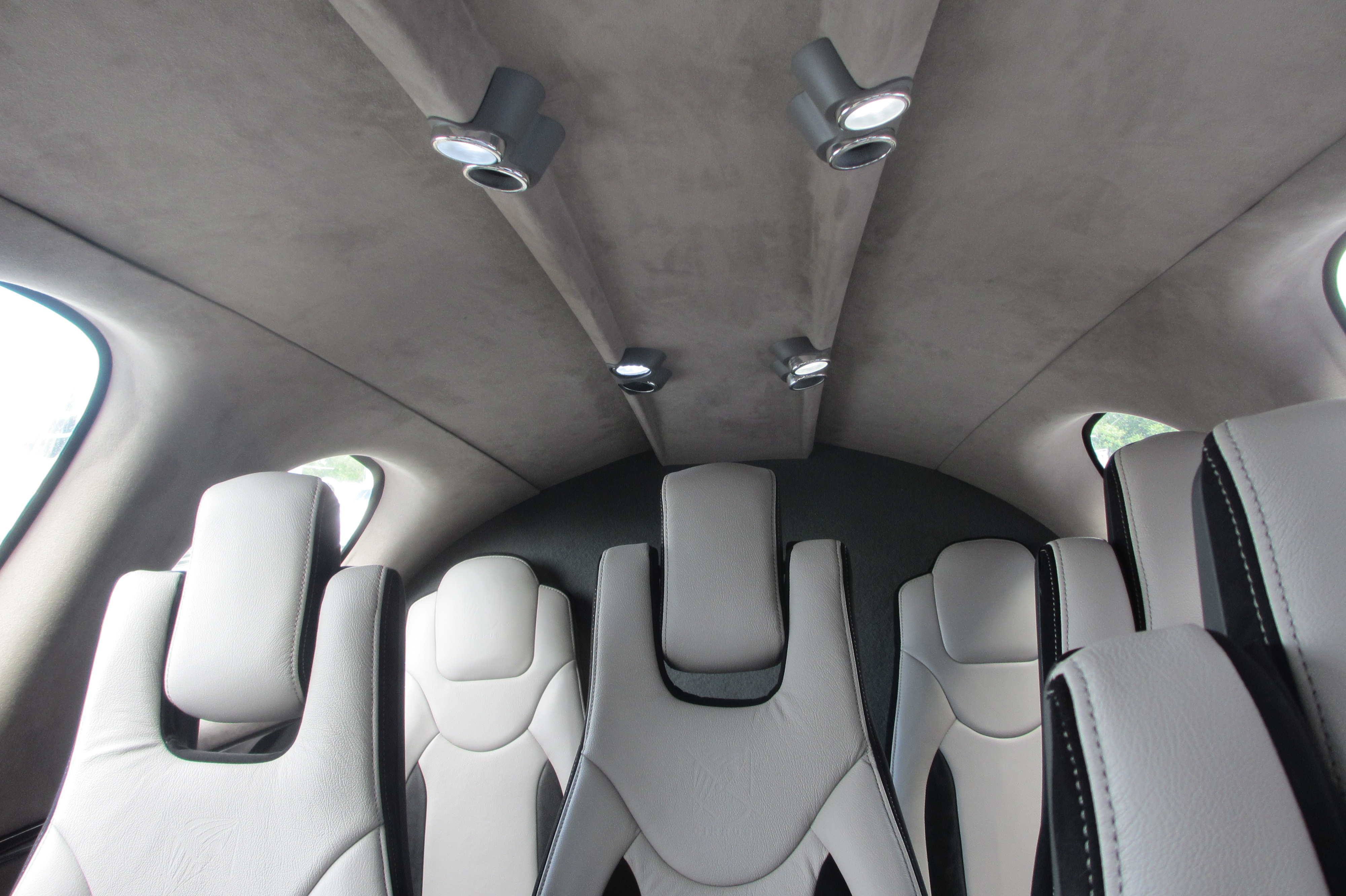
シーラス Vision SF50の機内

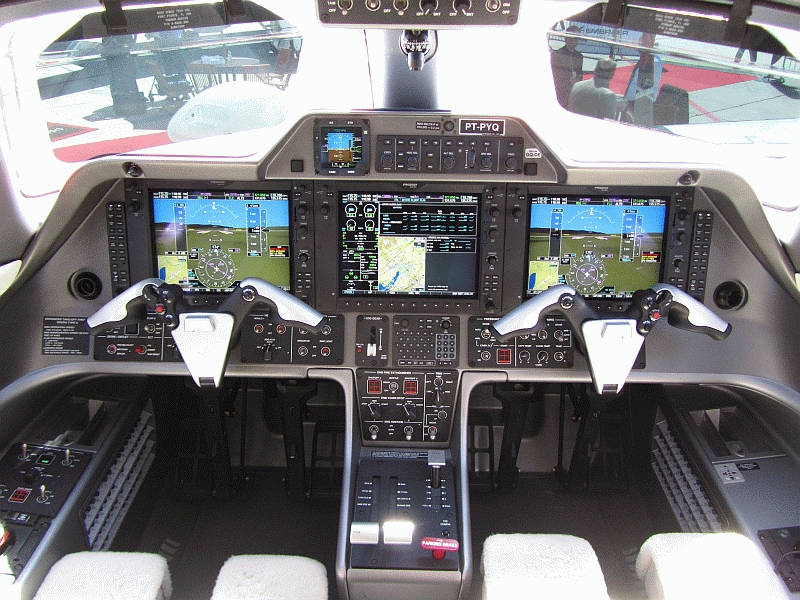
フェノム100の操縦席

オーナーが操縦する個人向けの軽飛行機は多数存在していたが、エンジンはレシプロ、アナログ計器にケーブル式の操縦系統、見栄えや快適性より耐火性を重視した内装など保守的・実用重視な設計が多く、快適な内装と静粛性を重視したビジネスジェットと比べ見劣りしていた。しかしこれらの中型機は機体の価格差が小型機と大きく、2名のパイロットが必要であるなど運航コストも高いため、購入できるのは一部の富裕層だけだった。またエアタクシー事業者でもビジネスジェットより小さく内装が充実した小型機が求められていた。
VLJはグラスコックピットを標準装備し、オートパイロットやフライ・バイ・ワイヤなど現代的なビジネスジェット並みの先進的なアビオニクスを採用しつつ、内外装のカラーリング選択やBluetooth対応オーディオ、シングルパイロットでの運航を支援するオプションなど、高級プライベート機としての需要にも対応している。また安全性を向上させるためのオプションも開発されており、エンハンスト・ビジョン・システム、オートパイロット連動の操縦アシスト機能、地形データと連動した対地接近警報装置、中にはエンジン停止時に備えた緊急着陸用パラシュートを採用した機種も存在する。
機体はビジネスジェットより小型で、地方空港でも運用しやすいように1000m以下の短い滑走路にも対応しているなど、定期航空路線の無い地域とハブ空港を結ぶ小規模航空交通システムとして利用されている小型ターボプロップ機市場とも重複する。特にオンデマンド型のエアタクシーサービスは需要が伸びており、自家用・事業用合わせ3,000機以上のVLJが発注されている。
アメリカでは新たな航空産業として、NASAとFAAが開発を支援している。
小型機の代名詞とも言えるセスナ 172を販売するセスナ社では6座席のVLJであるセスナ サイテーション・ムスタングを最初に出荷した。セスナ社は500機以上のムスタングを受注した。多くはオーナーが運用する。セスナ社は2006年11月9日にFAAの飛行認証を、同年11月23日にFAAの製造認証を取得した。
エクリプス・アビエーションは2500機以上のエクリプス 500の受注を抱えていた。アダム・エアクラフトは2008年始めまでに280機のアダム A700の発注を受けたと発表した。
その後、サブプライム問題による消費の落ち込みと信用不安により、業界の再編、市場規模の縮小が相次いでいる。エクリプス・アビエーションは2008年10月に操業を中止し、2009年3月には会社清算手続きに入っている。操業中止までのエクリプス 500の引き渡し数は259機であった。その他、アダム・エアクラフトも2009年4月に操業を停止している。VLJを大量に発注していたエアタクシー業者も経営危機に直面あるいは破綻に陥った所が見られる。
レシプロ機に比べ巡航速度が高いジェット機では概して翼面荷重が高く、その結果としてエンジン停止時の代替着陸地選定の自由度や安全性が低くなると認識されていた為、小型の単発ジェット機は忌避されていた。しかし実際にはターボファンエンジンの高性能化もあり、エンジン停止に起因する重大事故が見られなかったため、ダイヤモンド・エアクラフト・インダストリーズやシーラス・エアクラフトなどの新興メーカーが、ターボファン単発のVLJを相次いで販売した。単発であるため価格や整備コストもビジネスジェットより安くなっている。特に機体価格はエクリプス500が当初目指していた100万ドル強が中心であり、法人だけでなく個人もターゲットに含めることが可能となった。
当初は思い切った低価格や斬新な形態・性能をアピールした野心的な新興メーカーが多く登場したが、成功したのはダイヤモンド・エアクラフト・インダストリーズとシーラス・エアクラフト程度であり、多くは注文が伸びず経営難で撤退した。逆にセスナ サイテーション・ムスタングやエンブラエル フェノム 100など、老舗メーカーが従来のビジネスジェット機と同様な性格でVLJクラスに小型化した保守的な設計の機種が安定した販売を続けている。
ダイヤモンド・エアクラフト・インダストリーズやシーラス・エアクラフトは、タービン機の操縦資格を持たないが充実した装備を求める顧客を取り込むため、単発レシプロ機にVLJの要素を取り入れた機体（DA40、SR20）を並行販売しており、好調なセールスを記録している。またパイパー PA-46やセスナ 172など老舗のメーカーのベストセラー機もグラスコックピットや本革シートの標準装備など、内装を充実させることで対抗している。
2019年からの新型コロナウイルス感染症の流行によりプライベート機の需要が伸びており、ビジネスジェットよりも手頃なVLJが注目されている。